# Towarzystwo Kultury Polskiej
Towarzystwo Kultury Polskiej – organizacja kulturalno-oświatowa działająca w Królestwie Polskim w latach 1906–1913.

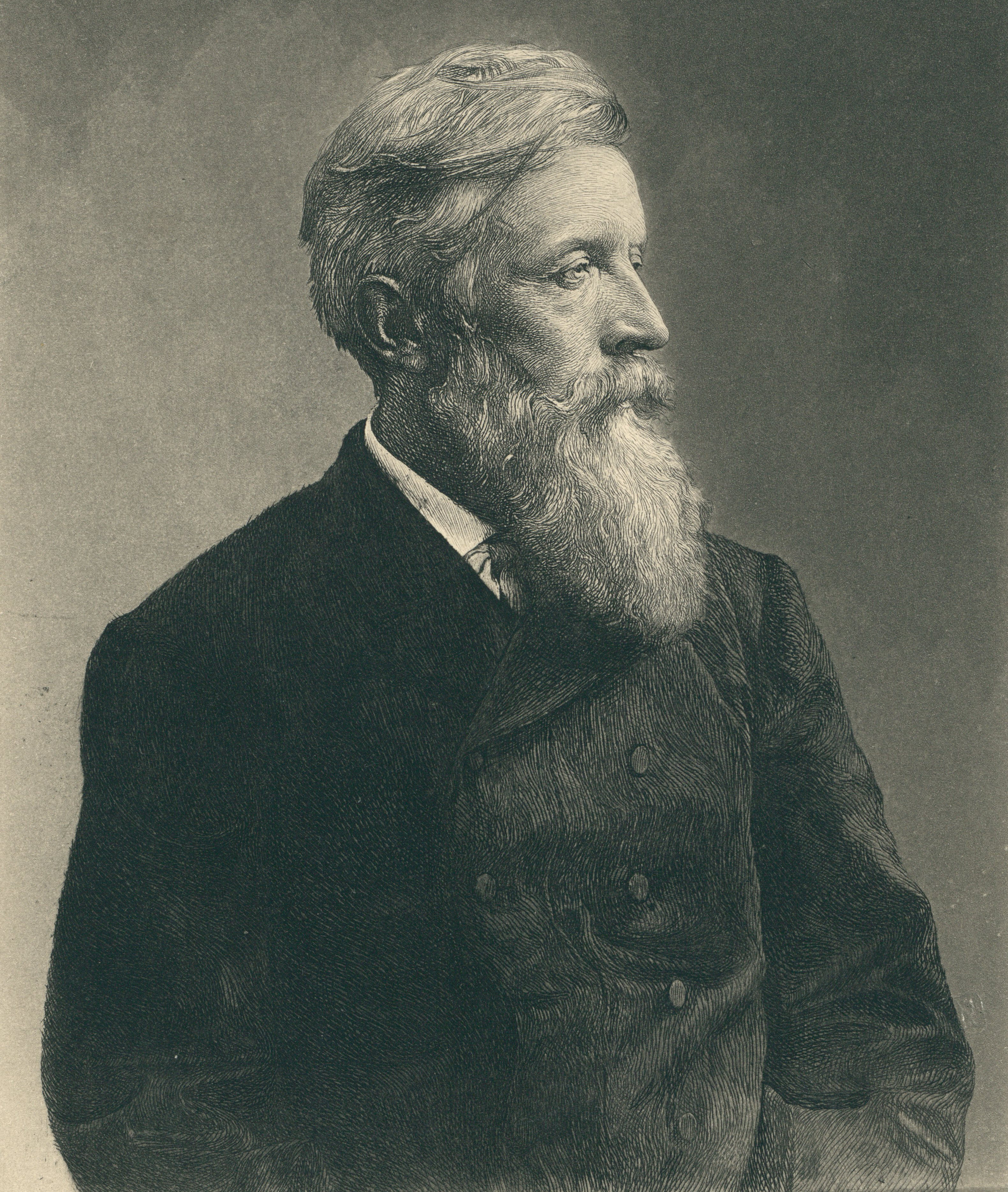
Aleksander Świętochowski – prezes Towarzystwa Kultury Polskiej

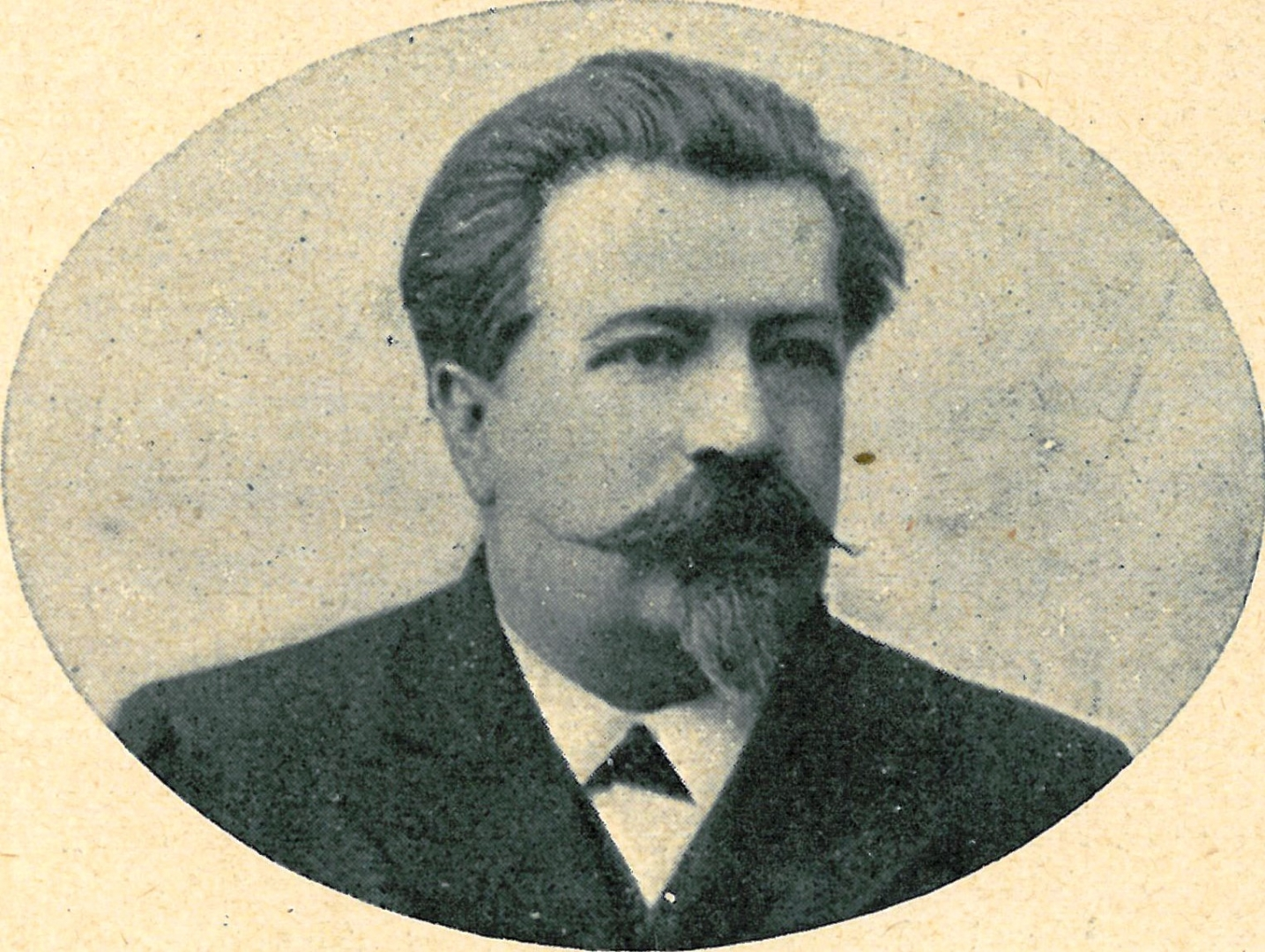
Wacław Męczkowski – wiceprezes Towarzystwa Kultury Polskiej

## Powstanie
Towarzystwo powstało 25 listopada 1906 w Warszawie z inicjatywy postępowych działaczy oświatowych skupionych wokół Związku Postępowo-Demokratycznego. Pracami TKP kierował 12-osobowy Zarząd Główny na którego czele stali Aleksander Świętochowski (prezes) i Wacław Męczkowski (wiceprezes) oraz Janina Bemówna (sekretarka),
Do pierwszego Zarządu – oprócz wspomnianych, weszli: Stanisław Patek, Anna Tomaszewicz-Dobrska, Gustaw Daniłowski, Aleksander Lednicki, Bolesław Rotwand, Wacław Nałkowski, Wacław Jezierski, Zygmunt Kramsztyk, Kazimierz Natanson i Rafał Radziwiłłowicz. Podczas dwóch pierwszych lat ustąpili: Nałkowski, Lednicki, Daniłowski, Jezierski, Natanson i Radziwiłłowicz, a weszli: Władysław Chrzanowski, Czesław Mejro, Edward Potempski, Lucjan Orłowski, Stanisław Osiecki.
Towarzystwo Kultury Polskiej pragnęło odegrać rolę centralnego ośrodka kształtującego formy i metody pracy kulturalnej w Polsce. Na politykę oświatową Towarzystwa silny wpływ wywierał czołowy ideolog i przywódca Polskiego Zjednoczenia Postępowego – Aleksander Świętochowski. W jego zamyśle Towarzystwo Kultury Polskiej miało stworzyć pomost między obozem konserwatywno-narodowym a radykalno-postępowym. Stąd też wziął się pomysł skupienia w Towarzystwie działaczy oświatowych i kulturalnych niezależnie od reprezentowanych przez nich zapatrywań politycznych i religijnych. Ludzi tych miała jednoczyć praca nad rozwojem kultury polskiej. Koncepcja ta, jak wiadomo z późniejszej historii Towarzystwa nie sprawdziła się i pod koniec swego istnienia organizacja stała się terenem ostrych starć pomiędzy konserwatywnym kierownictwem a działaczami o poglądach postępowych.

## Działalność
Swoje prace Towarzystwo Kultury Polskiej prowadziło poprzez sekcje: społeczno-ekonomiczną (Wacław Łypacewicz, Stanisław Patek, Bolesław Rotwand i Rafał Radziwiłłowicz), oświatową (Jadwiga Ostromęcka, Stanisława Rychterówna, Stanisław Srebrny, Władysław Semadeni i Maksymilian Heilpern), etyczną, i utworzoną później komisją oddziałową (Stanisław Osiecki, Stefan Mierzejewski, Michał Puchalski, Piotr Zubowicz, Natalia Gąsiorowska-Grabowska i Janina Bemówna) której podporządkowano istniejące na terenie Królestwa Polskiego oddziały TKP.
W 1908 oddziałów lokalnych było już czterdzieści. Organizowano odczyty, wypożyczalnie książek, udzielano pomocy materialnej robotnikom pozbawionym pracy. Wspomagano finansowo i organizacyjnie redakcje gazet ludowych „Siewba” i „Zaranie”, Towarzystwo Kółek Rolniczych im. Stanisława Staszica oraz szkoły rolnicze prowadzone przez zaraniarzy.
Prelegentami TKP byli m.in. Justyna Budzińska-Tylicka, Władysław Bukowiński, Adam Czartkowski, Jarosław Chełmiński, Konrad Chmielewski, Kazimierz Czerwiński, Zofia Daszyńska-GoIińska, Stefan Ehrenkreutz, Włodzimierz Gorjaczkowski, Wanda Haberkantówna, Aleksander Janowski, Janusz Korczak, Stefan Kopciński, Ludwik Krzywicki, Stanisław Karpowicz, Wacław Makowski, Tadeusz Miłobędzki, Iza Moszczeńska-Rzepecka, Jan Muszkowski, Andrzej Niemojewski, Mieczysław Pożaryski, Stefania Sempołowska, Kazimierz Stołyhwo, Aleksander Świętochowski, Stefan Sterling, Gabriel Tołwiński, Tadeusz Ulanowski, Kazimierz Wóycicki, Stanisław Wojciechowski.
Po zlikwidowaniu przez władze rosyjskie Uniwersytetu dla Wszystkich w listopadzie 1908 kontynuował on swoją działalność od 1909 jako oddział V i VI TKP – kierowane przez działaczy oświatowych związanych z ruchem socjalistycznym i cieszące się w ramach towarzystwa szeroką autonomią. Mimo podejmowanych od 1911 prób ograniczenia tej autonomii przez kierownictwo TKP stan taki utrzymał się do końca jego istnienia. V Oddziałem Odczytowym dla środowisk robotniczych kierował Zarząd do którego wchodzili: Natalia Gąsiorowska, Ludwik Krzywicki, Wacław Makowski, Stanisław Kruszewski, Maria Rotwandowa i Wanda Kłyszewska. Tematyka odczytowa była podobna jaką prowadził Uniwersytet dla Wszystkich. Program pracy Towarzystwa Kultury Polskiej był bardzo szeroki jednym z jego elementów była działalność zorganizowanej w Towarzystwie w 1910 roku Komisji do Spraw Kobiecych. Skupiła ona działaczki związane od dawna z ruchem emancypacyjnym kobiet, m.in. Teodorę Męczkowską, Cecylię Walewską, Julię Dicksteinówną, Melanię Borsteinową oraz Izę Moszczeńską. Podstawowym celem Komisji było propagowanie ruchu emancypacyjnego kobiet w dziedzinie prawnej, gospodarczej, społecznej i etycznej. W toku odczytów omawiano takie kwestie, jak na przykład rozwój ruchu emancypacyjnego w Europie, rozwój literatury kobiecej, warunki pracy kobiet, równouprawnienia itd. Organem prasowym Towarzystwa był miesięcznik „Kultura Polska” redagowany przez Aleksandra Świętochowskiego.

## Rozwiązanie Towarzystwa
Dnia 7 czerwca 1913 roku władze carskie rozwiązały Towarzystwo Kultury Polskiej. Zarzucono mu, że przekroczyło uprawnienia statutowe, prowadząc wyłącznie działalność w środowisku robotniczym, głównie w postaci tajnych kółek samokształceniowych.

## Źródła do historii Towarzystwa Kultury Polskiej
- „Kultura Polska”. organ Towarzystwa Kultury Polskiej, 1908–1912, Mazowiecka Biblioteka Cyfrowa – wersja elektroniczna
- Janina Вemówna, Towarzystwo Kultury Polskiej,, [w:] Nasza walka o szkołę polską 1901–1917. Opracowania, wspomnienia, dokumenty, pod red. Bogdana Nawroczyńskiego t. 2, Warszawa 1934, s. 186–195. Dolnośląska Biblioteka Cyfrowa – wersja elektroniczna.